# RC 아르바
RC 아르바(Raed Club Arbaâ, 아랍어: أمل الأربعاء), 줄여서 RCA는 라르바에 위치한 알제리 축구 클럽이다. 1941년에 설립되었으며, 주 색상은 파란색과 흰색을 사용한다. 약 5,000명의 관중을 수용할 수 있는 이스마일 마일쿠프 스타디움을 홈구장으로 사용하며, 클럽은 현재 알제리 리그 2에 소속되어 있다.

## 선수 명단

### 현역
- 모하메드 빌랄 라이트(2013 ~ 2014, 2018 ~ )